# Division des petites créances de la Cour du Québec
La division des petites créances de la Cour du Québec (familièrement appelée Cour des petites créances du Québec) est une division de la chambre civile de la Cour du Québec. Elle entend les causes où la réclamation est de moins de 15 000 $ CAN. Il est interdit à une partie d'être représenté par avocat devant ce tribunal.

## Description
La division des petites créances de la cour du Québec est un tribunal, similaire aux autres cours des petites créances à l'extérieur du Québec, où les gens se représentent eux-mêmes sans avocat et où la somme d'argent réclamée ne dépasse pas 15 000 $ CAN, excluant les intérêts. Le demandeur qui veut poursuivre pour un montant plus élevé, peut réduire le montant de la poursuite pour que sa cause soit entendue par le tribunal des petites créances. Toutefois, il est  interdit de le diviser en plusieurs montants de 15 000 $ ou moins.

## Rôle de l'avocat
Si les avocats ne peuvent représenter leur clients à l'audience devant les petites créances ils peuvent néanmoins jouer un rôle de conseil et d'assistance avant l'audience ou après celle-ci pour l'exécution du jugement. Ainsi, le Barreau de Montréal, celui de la ville de Québec, et celui de la province de Québec incitent à utiliser l'aide d'un avocat.

## Demandes
Les demandes pour les petites créances doivent porter sur :
- une dette;
- un dommage causé à une personne ou à ses biens;
- une obligation contractuelle ou extracontractuelle;
- une obligation découlant d’une loi;

Les jugements de la Division des petites créances sont finaux et sans appel.
La personne condamnée à payer une somme d’argent doit le faire dans les 30 jours suivant le jugement et dans les 10 jours si elle n’a pas contesté la demande. Si elle ne paie pas, il faut faire émettre un bref d’exécution par le greffier. La suite des procédures varie selon le type de réclamation. Si l’argent récupéré ne couvre pas le montant dû, le demandeur devra assumer les frais d’huissier. La partie qui gagne sa cause bénéficie de 10 ans pour faire exécuter le jugement.
Dans le cas d'une personne physique, un mandat de représenter l'une des parties peut être donné à un proche : un conjoint, un parent, un ami, un allié ou un tuteur, si la personne représentée a moins de 18 ans (sauf un mineur émancipé).
Les coûts d'une comparution vont de 68 $ à 202 $, selon montant de la cause et s'il s'agit d'une personne physique ou morale. Les prestataires de l'aide sociale, sont exemptés des frais qu'ils soient demandeur ou défendeur. Les frais de la partie qui gagne sa cause pourront être remboursés si elle en fait la demande au juge.